# Tibet: Cry of the Snow Lion
Tibet: Cry of the Snow Lion is een Amerikaanse documentairefilm uit 2002, geregisseerd door Tom Peosay.

## Verhaal
De documentaire toont de kijkers een beeld van het lange tijd verboden “dak van de wereld”. Men krijgt de zeldzame rituelen te zien die hier nog vaak worden uitgevoerd in kloosters, paardenraces van Khambastrijders, de heilige stad Lhasa en de toppen van de Himalaya.
De documentaire speelt ook in op de zwarte bladzijdes uit Tibet’s recente geschiedenis: de Chinese onderdrukking. De documenataire bevat illegaal opgenomen filmbeelden van deze onderdrukking.

## Rolverdeling
| Acteur         | Personage                |
| -------------- | ------------------------ |
| Martin Sheen   | verteller                |
| Edward Edwards | Tibetaanse vertelstemmen |
| Ed Harris      | Tibetaanse vertelstemmen |
| Shirley Knight | Tibetaanse vertelstemmen |
| Tim Robbins    | Tibetaanse vertelstemmen |

## Achtergrond
De film werd over een periode van 10 jaar gemaakt gedurende negen reizen door Tibet, India en Nepal.
De film bevat een fout omtrent de informatie over Gautama Boeddha. In de film wordt gemeld dat Boeddha in India geboren zou zijn, maar in werkelijkheid was dat in Lumbini, een gebied in Nepal
De sneeuwleeuw (snow lion) is een belangrijk fabeldier in Tibet en twee sneeuwleeuwen staan bijvoorbeeld symbool in de Vlag van Tibet en het Wapen van Tibet.